# Hedda Stiernstedt
Hedda Stiernstedt née le 3 décembre 1987 est une actrice suédoise.

## Filmographie
- 2023 : One More Time : Amelia
- 2017 : Vår tid är nu (sv) :  Nina
- 2014 : Unga Sophie Bell : Alice
- 2013 : Den fördömde (série télévisée) : Cordelia
- 2013 : Monica Z : Lina
- 2013 : Wallander (série télévisée) : Amanda Wredin
- 2013 : Studentfesten : Olivia
- 2012 : Portkod 1321 (série télévisée) : Evve
- 2010 : Supernova (téléfilm) : Nova
- 2024 : Les Enquêtes du département V : Promesse (Den grænseløse) d'Ole Christian Madsen

## Vidéoclip
- Hedda Stiernstedt apparaît dans le clip "Addicted to You" du DJ suédois Avicii en duo avec l'actrice suédoise Madeleine Martin[1].